# Антагонист рецептора интерлейкина 1
Антагонист рецептора интерлейкина 1 (IL-1RA) — белок человека, принадлежащий к семейству IL-1 и кодируемый геном IL1RN на 2-й хромосоме. Связываясь с рецептором интерлейкина-1, антагонист препятствует активации внутриклеточного сигнального каскада этого провоспалительного цитокина. Поскольку воспалительные каскады чрезмерно активированы в ряде заболеваний, антагонист рецептора интерлейкина-1 также производится коммерчески под названием анакинра и используется в клинической практике.
Существуют две разновидности интерлейкина-1, альфа и бета, и белковая последовательность антагониста IL-1RA ближе к IL-1β, чем к IL-1α.

## Клиническое значение
Мутации гена IL1RN вызывают очень редкую недостаточность антагониста рецептора интерлейкина 1 (OMIM 612852).